# Euploea brenchleyi
Euploea brenchleyi är en fjärilsart som beskrevs av Butler 1870. Euploea brenchleyi ingår i släktet Euploea och familjen praktfjärilar. Inga underarter finns listade i Catalogue of Life.